# Parigi-Corrèze 2008
La Parigi-Corrèze 2008, ottava edizione della corsa, si svolse dal 6 al 7 agosto 2008 su un percorso di 358 km ripartiti in 2 tappe, con partenza da Saint-Amand-Montrond e arrivo a Chaumeil. Fu vinta dal giapponese Miyataka Shimizu della Meitan Hompo-GDR davanti ai francesi Brice Feillu e Noan Lelarge.

## Tappe
| Tappa  | Data     | Percorso                       | km    | Vincitore di tappa | Leader cl. generale |
| ------ | -------- | ------------------------------ | ----- | ------------------ | ------------------- |
| 1ª     | 6 agosto | Saint-Amand-Montrond > Ambazac | 196,6 | Miyataka Shimizu   | Miyataka Shimizu    |
| 2ª     | 7 agosto | Brive-la-Gaillarde > Chaumeil  | 161,7 | Lloyd Mondory      | Miyataka Shimizu    |
| Totale | Totale   | Totale                         | 358   |                    |                     |

## Dettagli delle tappe

### 1ª tappa
- 6 agosto: Saint-Amand-Montrond > Ambazac – 196,6 km

| Pos. | Corridore        | Squadra            | Tempo    |
| ---- | ---------------- | ------------------ | -------- |
| 1    | Miyataka Shimizu | Meitan Hompo       | 5h04'26" |
| 2    | Brice Feillu     | Agritubel          | a 3"     |
| 3    | Noan Lelarge     | Bretagne Armor Lux | a 5"     |

| Pos. | Corridore        | Squadra            | Tempo    |
| ---- | ---------------- | ------------------ | -------- |
| 1    | Miyataka Shimizu | Meitan Hompo       | 5h04'26" |
| 2    | Brice Feillu     | Agritubel          | a 3"     |
| 3    | Noan Lelarge     | Bretagne Armor Lux | a 5"     |

### 2ª tappa
- 7 agosto: Brive-la-Gaillarde > Chaumeil – 161,7 km

| Pos. | Corridore          | Squadra          | Tempo    |
| ---- | ------------------ | ---------------- | -------- |
| 1    | Lloyd Mondory      | AG2R             | 4h13'03" |
| 2    | Jérémie Galland    | Auber '93        | s.t.     |
| 3    | José Joaquín Rojas | Caisse d'Epargne | a 2"     |

| Pos. | Corridore        | Squadra            | Tempo    |
| ---- | ---------------- | ------------------ | -------- |
| 1    | Miyataka Shimizu | Meitan Hompo       | 9h17'36" |
| 2    | Brice Feillu     | Agritubel          | a 3"     |
| 3    | Noan Lelarge     | Bretagne Armor Lux | a 5"     |

## Classifiche finali

### Classifica generale
| Pos. | Corridore          | Squadra                      | Tempo    |
| ---- | ------------------ | ---------------------------- | -------- |
| 1    | Miyataka Shimizu   | Meitan Hompo-GDR             | 9h17'36" |
| 2    | Brice Feillu       | Agritubel                    | a 3"     |
| 3    | Noan Lelarge       | Bretagne Armor Lux           | a 5"     |
| 4    | Maxime Mederel     | Crédit Agricole              | a 42"    |
| 5    | José Joaquín Rojas | Caisse d'Epargne             | a 1'04"  |
| 6    | René Joergensen    | Team Designa Kokken          | a 1'08"  |
| 7    | Evgeny Sokolov     | Bouygues Télécom             | a 1'09"  |
| 8    | Anthony Geslin     | Bouygues Télécom             | a 1'54"  |
| 9    | Bert De Waele      | Landbouwkrediet-Tonissteiner | s.t.     |
| 10   | Mikael Cherel      | FDJ                          | a 1'59"  |